# Kim Kostron
Kim Kostron (Minnesota, 19 september 1956) is een Amerikaans langebaanschaatsster, die voor de Verenigde Staten van Amerika uitkwam op internationale kampioenschappen. 
In 1977 werd zij in Inzell wereldkampioene bij de junioren. In 1980 was ze lid van het Olympisch Team, maar kwam niet in actie op de Spelen.

## Persoonlijke records[2]
| Afstand    | Tijd    | Datum            | Baan     |
| ---------- | ------- | ---------------- | -------- |
| 500 meter  | 43,00   | 12 februari 1977 | Keystone |
| 1000 meter | 1.25,70 | 21 januari 1980  | Davos    |
| 1500 meter | 2.12,93 | 19 januari 1980  | Davos    |
| 3000 meter | 4.51,08 | 14 maart 1977    | Medeo    |